# I Can Stand a Little Rain
 (mai 2022).
Si vous disposez d'ouvrages ou d'articles de référence ou si vous connaissez des sites web de qualité traitant du thème abordé ici, merci de compléter l'article en donnant les références utiles à sa vérifiabilité et en les liant à la section « Notes et références ».
 (février 2022).
La mise en forme du texte ne suit pas les recommandations de Wikipédia : il faut le « wikifier ».
Les points d'amélioration suivants sont les cas les plus fréquents :
- Les titres sont pré-formatés par le logiciel. Ils ne sont ni en capitales, ni en gras.
- Le texte ne doit pas être écrit en capitales (les noms de famille non plus), ni en gras, ni en italique, ni en « petit »…
- Le gras n'est utilisé que pour surligner le titre de l'article dans l'introduction, une seule fois.
- L'italique est rarement utilisé : mots en langue étrangère, titres d'œuvres, noms de bateaux, etc.
- Les citations ne sont pas en italique mais en corps de texte normal. Elles sont entourées par des guillemets français : « et ».
- Les listes à puces sont à éviter, des paragraphes rédigés étant largement préférés. Les tableaux sont à réserver à la présentation de données structurées (résultats, etc.).
- Les appels de note de bas de page (petits chiffres en exposant, introduits par l'outil «  Source ») sont à placer entre la fin de phrase et le point final[comme ça].
- Les liens internes (vers d'autres articles de Wikipédia) sont à choisir avec parcimonie. Créez des liens vers des articles approfondissant le sujet. Les termes génériques sans rapport avec le sujet sont à éviter, ainsi que les répétitions de liens vers un même terme.
- Les liens externes sont à placer uniquement dans une section « Liens externes », à la fin de l'article. Ces liens sont à choisir avec parcimonie suivant les règles définies. Si un lien sert de source à l'article, son insertion dans le texte est à faire par les notes de bas de page.
- La présentation des références doit suivre les conventions bibliographiques. Il est recommandé d'utiliser les modèles {{Ouvrage}}, {{Chapitre}}, {{Article}}, {{Lien web}} et/ou {{Bibliographie}}. Le mode d'édition visuel peut mettre en forme automatiquement les références.
- Insérer une infobox (cadre d'informations à droite) n'est pas obligatoire pour parachever la mise en page.

Pour une aide détaillée, merci de consulter Aide:Wikification.
Si vous pensez que ces points ont été résolus, vous pouvez retirer ce bandeau et améliorer la mise en forme d'un autre article.
 (février 2022).

I Can Stand a Little Rain est le quatrième album studio de Joe Cocker, sorti en août 1974, et considéré comme le meilleur album du chanteur au cours de cette décennie.
En 1973, au milieu d'une carrière incertaine, Joe Cocker s'associe à Jim Price, un trompettiste devenu producteur, qui avait auparavant été membre du groupe de tournée de Cocker.
« Jim a ravivé mon intérêt », a déclaré Cocker dans une interview pour Blank Space en 1979. « Jim m'a appelé et m'a joué You Are So Beautiful, il est juste venu dans la maison et a dit : « Qu'est-ce qui ne va pas ? » Et il m'a joué I Can Stand a Little Rain, qui s'est avéré être le titre de l'album. Les deux choses qui m'ont en quelque sorte renvoyé au travail, et du coup, ont eu pour résultat de me rendre fou ». 
I Can Stand a Little Rain a trouvé le chanteur travaillant avec les meilleurs auteurs-compositeurs et musiciens de session, dont Chuck Rainey, Cornell Dupree et Bernard Purdie, ainsi que les futurs membres fondateurs de Toto, David Paich et Jeff Porcaro. Certains des auteurs, comme Randy Newman et Jimmy Webb, ont fini par jouer sur les reprises de leurs chansons par Joe Cocker. L'album est cependant particulièrement remarquable pour la chanson You Are So Beautiful, initialement sortie sur l'album The Kids & Me de Billy Preston. En fin de compte, il est devenu l'un des plus grands succès de Cocker, atteignant la 5e place du Billboard Hot 100, prouvant que cet album est finalement devenu un succès.
L'idée de départ était celle d'un double album mais A&M ne l'approuvait pas. Le reste des chansons enregistrées pendant les sessions sont alors sorties en avril 1975 sur le prochain album de Cocker Jamaica Say You Will, qui n'a pas eu le même succès.
En 2013, The Moon's a Harsh Mistress a été réenregistré par Jimmy Webb en duo avec Joe Cocker. Il s'est avéré que c'était la dernière performance enregistrée de Cocker.
Cet article a été traduit du Wikipedia anglophone consacré a l'album de Joe Cocker, I Can Stand a Little Rain. Les références sont inscrites en bas de page dans la section Références. 

## Liste des pistes
Face A : 
- 1 - Put Out the Light

## Personnel
- Joe Cocker – chant
- David Paich – piano acoustique (1, 8)
- Nicky Hopkins – piano (2, 6, 7)
- Richard Tee – piano (3), orgue (3)
- Jimmy Webb – piano (5)
- Greg Mathieson – piano (9)
- Randy Newman – piano (10)
- Peggy Sandvig – orgue (6)
- Ralph Hammer – guitare (1)
- Ray Parker Jr. – guitare (1, 8, 9)
- Jay Graydon – guitare (2, 4, 8, 9)
- Henry McCullough – guitare (2, 6)
- Cornell Dupree – guitare (3)
- Dave McDaniel – basse (1, 2, 7-9)
- Chuck Rainey – basse (3)
- Chris Stewart – basse (4, 6)
- Ollie E. Brown – batterie (1, 8, 9)
- Jeff Porcaro – batterie (2, 6)
- Bernard Purdie – batterie (3)
- Jimmy Karstein – batterie (4)
- Jim Horn – saxophone alto (1, 3)
- Trevor Lawrence – saxophone ténor (1, 3)
- Jim Price – trombone (1, 3), piano (4), orgue (4)
- Mayo Tiana – trombone (1, 3)
- Stuart Blumberg – trompette (1, 3)
- Steve Madaio – trompette (1, 3)
- Daniel Moore – chœurs (1)
- Merry Clayton – chœurs (2)
- Venetta Fields – chœurs (2, 4, 8, 9)
- Clydie King – chœurs (2, 4, 8, 9)
- Sherlie Matthews – chœurs (2, 4, 8, 9)

## Production
- Production et arrangements - Jim Price
- Principalement enregistré à The Village Recorder, West Los Angeles, 1973 (Tracks 1 & 7-10) / 1974 (Tracks 2-6).
- Ingénieurs – Mario Aglietti, Rob Fraboni, Rick Heenan, J.J. Jansen, Nat Jeffrey, Carlton Lee, Ken Klinger, Joe Tuzen et Zak Zenor.
- Mixage – Rob Fraboni
- Masterisé par Kent Duncan chez Kendun Recorders (Burbank, CA).
- Direction artistique – Roland Young
- Conception – Chuck Beeson
- Photographie – Steve Vaughan

## Sources
- 1 - Erlewine, Stephen Thomas. "I Can Stand a Little Rain" at AllMusic
- 2 - Christgau, Robert (1981). "Consumer Guide '70s: C". Christgau's Record Guide: Rock Albums of the Seventies. Ticknor & Fields.  (ISBN 089919026X). Retrieved 23 February 2019 – via robertchristgau.com.
- 3 - Konjović, Slobodan. "Joe Cocker". Džuboks (in Serbian). Gornji Milanovac: Dečje novine (7 (second series)): 23.